# A Cambodian Spring (саундтрек)
A Cambodian Spring (укр. «Камбоджійська весна») — альбом-саундтрек англійського продюсера електронної музики Джеймса Холдена, випущений у січні 2019 року на власному лейблі Холдена — Border Community.

## Створення
«Камбоджійська весна» — це документальний фільм режисера Крістофера Келлі, який розповідає історію сучасного політичного життя в Камбоджі від протестів, які спровокували Камбоджійську весну, і до її наслідків. Крістофер Келлі спочатку хотів використати трек «Self-Playing Schmaltz» із альбому Холдена «The Inheritors» 2013 року. Ця пропозиція переросла в ідею про запрошення Джеймса Холдена написати саундтрек повністю.

## Список композицій
| #     | Назва                                     | Тривалість |
| ----- | ----------------------------------------- | ---------- |
| 1.    | «Srey Pov's Theme»                        | 2:53       |
| 2.    | «Monk's Theme Part I»                     | 1:28       |
| 3.    | «Downturn (medley)»                       | 2:19       |
| 4.    | «Solidarity Theme (Villagers)»            | 1:34       |
| 5.    | «Monk's Theme II»                         | 0:52       |
| 6.    | «The Villagers»                           | 2:00       |
| 7.    | «Disintegration Drone I»                  | 2:18       |
| 8.    | «Solidarity Theme (Release)»              | 3:25       |
| 9.    | «Monk's Theme Part III (Exit)»            | 2:24       |
| 10.   | «Reprise»                                 | 1:26       |
| 11.   | «Disintegration Drone II (Torn Cone)»     | 5:19       |
| 12.   | «Disintegration Drone III (Death Rattle)» | 3:05       |
| 13.   | «Self-Playing Schmaltz»                   | 4:46       |
| 14.   | «Srey Prov's Theme (End Credits)»         | 5:16       |
| 39:05 |                                           |            |